# Воля-Осінська
Воля-Осінська (пол. Wola Osińska) — село в Польщі, у гміні Жижин Пулавського повіту Люблінського воєводства.
Населення — 420 осіб (2011).

## Демографія
Демографічна структура станом на 31 березня 2011 року:
|          | Загалом | Допрацездатний вік | Працездатний вік | Постпрацездатний вік |
| -------- | ------- | ------------------ | ---------------- | -------------------- |
| Чоловіки | 199     | 43                 | 135              | 21                   |
| Жінки    | 221     | 46                 | 119              | 56                   |
| Разом    | 420     | 89                 | 254              | 77                   |